# Klaus Weiss
Klaus Weiss (Gevelsberg, 17 februari 1942 - Pfaffenhofen, 10 december 2008) was een Duits jazzdrummer.

## Carrière
Tijdens de jaren 1960 speelde hij in het Klaus Doldinger-kwartet en ontwikkelde hij zich naast Ralf Hübner en Joe Nay tot een van de belangrijkste Duitse drummers van de moderne jazz. In 1967 werd hij drummer bij het orkest van Erwin Lehn. Hij was betrokken bij talrijke bigbandprojecten en leidde zelf ook een grote formatie. Tussen 1971 en 1973 stond hij bovendien achter het fusionproject Niagara. Tijdens de laatste jaren trad hij vooral op met zijn kwintet en zijn trio. Verder is hij te horen op albums van Attila Zoller, George Gruntz, Dusko Goykovich, Mal Waldron, Fritz Pauer, Friedrich Gulda, Hampton Hawes, Eugen Cicero en Ingfried Hoffmann.
Als zijn voorbeelden noemt hij Sid Catlett, Klook, d. h. Kenny Clarke, Art Blakey, Buddy Rich en Philly Joe Jones. Sommige kenners menen uit zijn steeds competente spel ook invloeden te herkennen van Shelly Manne.
Weiss speelde onder andere met de muzikanten Benny Bailey, Cecil Bridgewater, Don Byas, Philip Catherine, Eddie Lockjaw Davis, Jerry Dodgion, Kenny Drew, Booker Ervin, Wilton Gaynair, Herb Geller, Johnny Griffin, Slide Hampton, Billy Harper, Clifford Jordan, Herbie Mann, Howard McGhee, Don Menza, Tete Montoliu, George Mraz, Sal Nistico, Walter Norris, Horace Parlan, Bud Powell, Jerome Richardson, Tony Scott, René Thomas, Peter Trunk en Leo Wright. In 2008 was Weiss noch op tournee met Robert Lakatos en Thomas Stabenow. 

## Overlijden
Klaus Weiss overleed op 10 december 2008 op 67-jarige leeftijd onverwachts aan hartfalen.

## Discografie
- 1966: Das Klaus Weiss Trio: Greensleeves, (Philips / Universal)
- 1971: Klaus Weiss Orchestra: I Just Want To Celebrate, (BASF)
- 1971: Klaus Weiss Quartet: „Mythologie“ – Live at 'Domicile' Munich, (BASF)
- 1972: Klaus Weiss Orchestra: Live at the Domicile, (BASF / ATM)
- 1974: Klaus Weiss Ensemble: Drum Box, (MPS Records / BASF)
- 1975: Klaus Weiss Sounds & Percussion, (Conroy)
- 1975: Klaus Weiss: The Git Go, (MPS / BASF)
- 1978: Klaus Weiss Quintet: „Child’s Prayer“, (MRC/EMI)
- 1978: Klaus Weiss Rhythm & Sounds Time Signals, (Selected Sound)
- 1979: Klaus Weiss Rhythm & Sounds Sound Inventions, (Selected Sound)
- 1979: Klaus Weiss Sound Music Album 18, (Golden Ring)
- 1979: Klaus Weiss Sound Music Album 26, (Golden Ring)
- 1979: Klaus Weiss Quintet: On Tour, (Calig)
- 1980: Klaus Weiss Quintet: Density, (EMI Elektrola)
- 1981: Klaus Weiss Open Space Motion, (Coloursound Library)
- 1982: Klaus Weiss Sport Sequences Vol. 1, (SONOTON)
- 1982: Klaus Weiss Sport Sequences Vol. 2, (SONOTON)
- 1982: Klaus Weiss Quintet: Salt Peanuts, (Bell Records)
- 1984: Klaus Weiss Big Band: Lightnin,(Jeton / Bell Records)
- 1987: Klaus Weiss Quintett: featuring Clifford Jordan,(JHM Records / Atelier Sawano)
- 1988: Klaus Weiss Quintet: A Taste Of Jazz,(ATM Records / Performance)
- 1991: Klaus Weiss Trio: L.A.Calling, (Bellaphon / Performance)
- 1993: Klaus Weiss: Jazz Colours, opdracht-cd niet in de handel, (SONOTON)
- 1995: A Message from Santa Claus met NDR Bigband, Till Brönner, Annette Lowman (minor music)
- 1996: Klaus Weiss Sextet: All Night Through,(ATM Records)

Sunbirds
- 1971: Sunbirds: Sunbirds (BASF / Garden of Delights)
- 1972: Sunbirds: Zagara (Finger Records)

### Verdere opnamen
- 1963: Klaus Doldinger Jazz Made in Germany
- 1963: Klaus Doldinger Live at Blue Note Berlin
- 1963: Ingfried Hoffmann: Ingfried Hoffmann’s Hammond Tales
- 1964: Attila Zoller: Heinrich Heine: Jazz und Lyrik
- 196: George Gruntz: Jazz Goes Baroque
- 1965: Horst Jankowski: A Walk in the Black Forest
- 1967: Hampton Hawes: Hampton Hawes Trio
- 1970: Friedrich Gulda: As You Like It
- 1971: Friedrich Gulda: Fata Morgana
- 1971: Friedrich Gulda: The Long Road To Freedom, (MPS / BASF)
- 1973: Tom Spencer (Klaus Weiss/Christian Schulze) – Moogie Boogie/Ghostrider, (Sonopresse)
- 1973: Eugen Cicero – Eugen Cicero’s Chopin Festival – „Mr. Golden Hands“ Vol.2, (Intercord)
- 1974: Margot Werner: Und für jeden kommt der Tag (Polydor)
- 1975: Sammy Burdson & Klaus Weiss / Dramatic Tempi - Larry Robbins Background Rhythms  (Conroy)
- 1977: The Tremble Kids – 25 Jahre Live (2-LP) (Intercord)
- 1978: Munich Big Band – Intersong (Intersong Musikverlag)
- 1984: Thomas Stabenow: Chutney, (Eigenverlag)
- 1985: Joerg Reiter Trio: Simple Mood, (Atelier Sawano)
- 1986: Klaus Weiss & Fritz Pauer – Video Sound Vol. 1, (KLAWEI-Musikverlag)
- 1986: Francis Coppieters Selection – Colours in Jazz (Intersound) opgenomen in maart 1986 in de Cornet Studio, Keulen
- 1991: Saxophone Connection, (L+R Records)
- 1993: Rob van Bavel, Thomas Stabenow, Klaus Weiss Bouncin' & Swingin'
- 1994: The Midnight Five – Groovy Sounds, (Herkules)
- 2003: Tizian Jost Trio: Our Reflections, (Atelier Sawano)
- 2005: Jack van Poll + Thomas Stabenow + Klaus Weiss: In Munich, (Atelier Sawano)
- 2006: Tizian Jost Trio Plays Jobim, (Atelier Sawano)
- 2007: Jack van Poll Trio: Blues and Ballads, (Atelier Sawano)
- 2007: Robert Lakatos Trio: You and the Night and the Music, (Atelier Sawano)
- 2008: Tizian Jost Trio: The Night Has a Thousand Eyes, (Atelier Sawano)
- 2008: Nikoletta Szőke: A Song for You, (Atelier Sawano)

### Radio en televisie
- 1962: Klaus Doldinger-Quartett met Klaus Weiss: Lugano, 13-9-1962 – Festival Internationale del Jazz, Radiotelevisione Svizzera di lingua Italiana
- 1967: Tony Scott-Octett met Klaus Weiss, Stuttgart-Untertürkheim, Sängerhalle op 6-12-1967: radio-uitzending SWR2 op 23-4-2008
- 1975: tv-serie Derrick aflevering 10, titel: Hoffmanns Höllenfahrt (ZDF – eerste uitzending 29-6-1975) muziek: Klaus Weiss
- 1983: Klaus Weiss-Quintett: Köln, Cornet-Studio, live 21.04.1983, radio-uitzending WDR1 op 19-11-1983 en 11-2-1984
- 1988: Bora Rokovic-Sextett met Klaus Weiss: Nachtmusik im WDR3, live-uitzending, Keulen, Musik-Hochschule op 9-1-1988
- 1986: Radiointerview met Klaus Weiss, Jazzwelle Plus 92,4 MHz, München, live-uitzending op 18-11-1986
- 1989: WDR-Big-Band Ltg.Jerry Van Rooyen met Klaus Weiss: Keulen, Stadtgarten, live 24-2-1989, radio-uitzending WDR1 op 22-3-1989
- 1990: Klaus Weiss and his International Big Band, München, ZDF-Studio 21-5-1990, tv-uitzending op 7-8-1990 in de ZDF "JazzClub"
- 1994: Klaus Weiss-Quartett: Köln, Stadtgarten, Schmuckkästchen, live 20-2-1994, radio-uitzending WDR5 op 29-4-1994 (productie- en studio-presentatie Ulrich Kurth)

- Bibliothèque nationale de France: cb139324966 (data)
- Gemeinsame Normdatei: 132096951
- International Standard Name Identifier: 0000 0000 7247 8223
- Library of Congress Control Number: n78045223
- MusicBrainz: a4483cfd-00d3-4419-b00a-a8622248e545
- Virtual International Authority File: 14961628
- WorldCat: E39PBJwdgR8hPyK7PYCRckkJjC